# Macierz wymierna
Macierz wymierna – macierz o wymiarach {\displaystyle m\times n,} której elementami są funkcje wymierne {\displaystyle w_{ij}(s)} zmiennej {\displaystyle s} o współczynnikach z ciała {\displaystyle F,} o postaci
{\displaystyle W(S)={\begin{bmatrix}w_{11}(s)&w_{12}(s)&\dots &w_{1n}(s)\\w_{21}(s)&w_{22}(s)&\dots &w_{2n}(s)\\\vdots &\vdots &\ddots &\vdots \\w_{11}(s)&w_{11}(s)&\dots &w_{11}(s)\end{bmatrix}}.}
Zbiór macierzy wymiernych o wymiarach {\displaystyle m\times n} zmiennej {\displaystyle s} i współczynnikach z ciała {\displaystyle F} zazwyczaj oznaczany jest przez {\displaystyle F^{m\times n}(s).} Ciałem {\displaystyle F} może był ciało liczb rzeczywistych, liczb zespolonych, liczb wymiernych lub ciało funkcji wymiernych zmiennej {\displaystyle z} itp.
Po sprowadzeniu wszystkich elementów {\displaystyle w_{ij}(s)} macierzy wymiernej do wspólnego mianownika {\displaystyle m(s)} o współczynniku równym 1 przy {\displaystyle s} w najwyższej potędze, powyższą macierz można przedstawić w postaci
{\displaystyle W(s)={\frac {L(s)}{m(s)}},}
gdzie:
{\displaystyle L(s)\in F^{m\times n}(s)} – macierz wielomianowa o współczynnikach z ciała {\displaystyle F,}
{\displaystyle m(s)} – wielomian.

## Macierz wymierna nieredukowalna
Niech {\displaystyle m(s)=(s-s_{1})^{n_{1}}(s-s_{2})^{n_{2}}\dots (s-s_{p})^{n_{p}},\sum _{i=1}^{p}n_{i}={\overline {n}}.} Macierz nazwiemy nieredukowalną (nieskracalną) wtedy i tylko wtedy, gdy
{\displaystyle L(s_{k})\neq 0_{mn},k=1,\dots ,p,}
gdzie {\displaystyle 0_{mn}} jest macierzą zerową o wymiarach {\displaystyle m\times n.}
Jeżeli {\displaystyle L(s_{k}=0_{mn},} to wszystkie elementy macierzy {\displaystyle L(s)} są podzielne przez {\displaystyle (s-s_{k})} i wówczas macierz jest redukowalna przez {\displaystyle (s-s_{k}).} Nieredukowalną macierz w takiej postaci nazywamy macierzą w postaci standardowej. Pisząc macierz wielomianową {\displaystyle L(s)} w postaci wielomianu macierzowego
{\displaystyle L(s)=L_{q}s_{q}+L_{q-1}s_{q-1}+\dots L_{1}s+L_{0},}
możemy macierz {\displaystyle W(s)} zapisać w postaci
{\displaystyle W(s)={\frac {L_{q}s_{q}+L_{q-1}s_{q-1}+\dots L_{1}s+L_{0}}{m(s)}}.}

### Przykład
Dla macierzy wymiernej
{\displaystyle W(s)={\begin{bmatrix}{\frac {s}{s-1}}&{\frac {1}{s+2}}&s\\{\frac {2}{s+2}}&{\frac {s+2}{s+1}}&2s\end{bmatrix}}}
najmniejszym wspólnym mianownikiem jest {\displaystyle m(s)=(s+1)(s+2),} z pierwiastkami: {\displaystyle s_{1}=-1} oraz {\displaystyle s_{2}=-2.} Wtedy {\displaystyle W(s)} możemy zapisać jako
{\displaystyle W(s)={\frac {1}{(s+1)(s+2)}}{\begin{bmatrix}s(s+2)&s+1&s(s+1)(s+2)\\2(s+1)&(s+2)^{2}&2s(s+1)(s+2)\end{bmatrix}}={\frac {L(s)}{m(s)}}.}
Macierz ta jest nieredukowalna, gdyż
{\displaystyle L(s_{1})={\begin{bmatrix}-1&0&0\\0&1&0\end{bmatrix}},L(s_{2})={\begin{bmatrix}0&-1&0\\-2&0&0\end{bmatrix}}.}
Wtedy postać {\displaystyle L(s)} przyjmuje formę
{\displaystyle L(s)={\begin{bmatrix}0&0&1\\0&0&2\end{bmatrix}}s^{3}+{\begin{bmatrix}1&0&3\\0&1&6\end{bmatrix}}s^{2}+{\begin{bmatrix}2&1&2\\2&4&4\end{bmatrix}}s+{\begin{bmatrix}0&1&0\\2&4&0\end{bmatrix}}.}
Wobec tego macierz rozważana w przykładzie w postaci {\displaystyle W(s)={\frac {L(s)}{m(s)}}} jest równa
{\displaystyle W(s)={\frac {1}{(s+1)(s+2)}}\left({\begin{bmatrix}0&0&1\\0&0&2\end{bmatrix}}s^{3}+{\begin{bmatrix}1&0&3\\0&1&6\end{bmatrix}}s^{2}+{\begin{bmatrix}2&1&2\\2&4&4\end{bmatrix}}s+{\begin{bmatrix}0&1&0\\2&4&0\end{bmatrix}}\right).}

## Macierz wymierna właściwa
Macierz wymierna jest właściwa (lub przyczynowa) wtedy i tylko wtedy, gdy {\displaystyle st\ m(s)\geqslant st\ L(s)} oraz ściśle właściwą wtedy i tylko wtedy, gdy {\displaystyle st\ m(s)>st\ L(s).}